# 团山镇 (襄阳市)
团山镇是中华人民共和国湖北省襄阳市樊城区下辖的一个镇。

## 行政区划
团山镇下辖以下村级行政区划单位：
团山社区、余岗社区、黄家社区、祥云社区、邓城社区、台子湾社区、蔡庄村、陆寨村、施坡村、鏖战岗村、黄庄村、马棚村、李冲村、王湾村和胡湾村。